# Championnat d'Europe de courses de camions 2009
Pour les articles homonymes, voir CECC.
Navigation
2008 2010
Le championnat européen de course de camions 2009 est la 25e édition du championnat d'Europe de courses de camions. Il comporte dix Grands Prix, commence le 9 mai 2009 à Assen aux Pays-Bas et s'achève le 4 octobre 2009 à Jarama en Espagne.

## Réglementation
Cette saison, le format des courses change par la suppression des courses qualificatives. Il y a donc désormais quatre courses de 45 kilomètres. Avec cette nouvelle réglementation, le classement des courses 1 et 3 déterminent la grille de départ des courses 2 et 4.
Les huit premiers des courses 1 et 3 partent en départ inversé pour les courses 2 et 4 (le 1er part à la 8e position, le 2e à la 7e, etc.) 
En raison d'un manque d'endurance des pneumatiques en 2008, Goodyear a mis au point un nouveau pneu censé être plus durable, mais légèrement plus lent.

## Grand Prix de la saison 2009
| N° | Date          | Grand Prix                | Circuit          | Vainqueur Course 1 | Vainqueur Course 2 | Vainqueur Course 3 | Vainqueur Course 4 | Pole Position Course 1 | Pole Position Course 3 |
| -- | ------------- | ------------------------- | ---------------- | ------------------ | ------------------ | ------------------ | ------------------ | ---------------------- | ---------------------- |
| 1  | 09.05 – 10.05 | Grand Prix d'Assen        | Assen            | Antonio Albacete   | David Vršecký      | Antonio Albacete   | Jochen Hahn        | Antonio Albacete       | Antonio Albacete       |
| 2  | 23.05 – 24.05 | Grand Prix de Misano      | Misano Adriatico | Markus Bösiger     | Markus Bösiger     | David Vršecký      | Antonio Albacete   | Antonio Albacete       | Jochen Hahn            |
| 3  | 06.06 – 07.06 | Grand Prix d'Albacete     | Albacete         | Antonio Albacete   | David Vršecký      | Antonio Albacete   | Jochen Hahn        | Antonio Albacete       | Jochen Hahn            |
| 4  | 20.06 – 21.06 | Grand Prix de Nogaro      | Nogaro           | Antonio Albacete   | David Vršecký      | Antonio Albacete   | Jochen Hahn        | David Vršecký          | Jochen Hahn            |
| 5  | 04.07 – 05.07 | Grand Prix de Barcelone   | Montmeló,        | David Vršecký      | Antonio Albacete   | Jochen Hahn        | David Vršecký      | Jochen Hahn            | Antonio Albacete       |
| 6  | 25.07 – 26.07 | Grand Prix du Nürburgring | Nürburg          | Markus Bösiger     | David Vršecký      | David Vršecký      | Jochen Hahn        | Markus Bösiger         | David Vršecký          |
| 7  | 29.08 – 30.08 | Grand Prix de Most        | Most             | David Vršecký      | David Vršecký      | Antonio Albacete   | David Vršecký      | David Vršecký          | Antonio Albacete       |
| 8  | 12.09 – 13.09 | Grand Prix de Zolder      | Zolder           | Antonio Albacete   | David Vršecký      | David Vršecký      | Jochen Hahn        | David Vršecký          | Antonio Albacete       |
| 9  | 19.09 – 20.09 | Grand Prix du Mans        | Le Mans          | David Vršecký      | Antonio Albacete   | David Vršecký      | David Vršecký      | David Vršecký          | Antonio Albacete       |
| 9  | 03.10 – 04.10 | Grand Prix de Jarama      | Jarama           | David Vršecký      | Egon Allgäuer      | Antonio Albacete   | Antonio Albacete   | Markus Bösiger         | Antonio Albacete       |